# Adolphe Stackelberg
Reinhold Adolphe Louis Stackelberg, född 30 juni 1822 i Fågelås socken, Skaraborgs län, död 22 januari 1871 på Stensnäs, Ukna församling, Kalmar län, var en svensk greve, godsägare och brukspatron.
Stackelberg var en av den småländska väckelserörelsens eldsjälar.

## Biografi

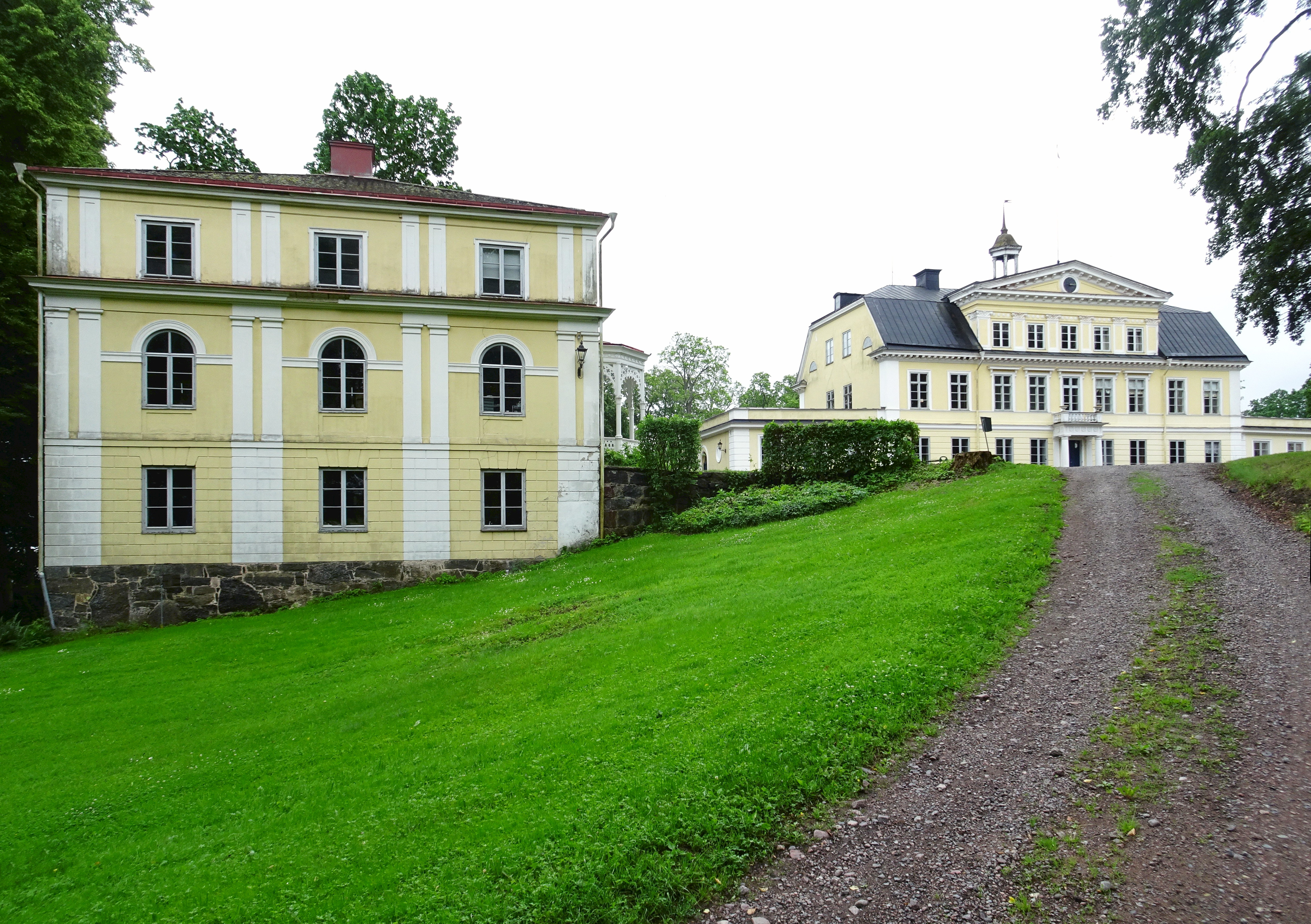
Stensnäs norra flygel med huvudbyggnaden i bakgrunden, juli 2021.

Adolphe Stackelberg föddes i ett högadligt hem, som dock saknade ansenligare förmögenhet. Trots detta lyckades Adolphe Stackelberg få gifta sig med den mycket förmögne friherren Jan Carl Adelswärds dotter Honorine. Giftermålet skedde den 30 augusti 1847 och Adelswärd skänkte paret Stensnäs herrgård med tillhörande gårdar. 
Stackelberg var djupt religiös och började tidigt att fundera över hur han skulle kunna se till sina arbetares själsliga försorg på bästa sätt. Han började hålla bönestunder i allt större kretsar och bjöd hem andliga talare av olika slag. Detta gav Stackelberg smeknamnet "läsargreven". I Stensnäs norra flygel ligger salen, där greve Reinhold Adolphe Louis Stackelberg höll sina berömda uppbyggelsemöten vid mitten av 1800-talet.
År 1852 träffade Stackelberg för första gången väckelsepredikanten Carl Olof Rosenius, vilket blev startpunkten till en livslång vänskap. År 1854 upprättade de en gemensam församling i Västervik. Hösten 1855 började även den evangeliska väckelsen i Kalmar län att organisera sig i missionsföreningar. Detta utgjorde början till Östra Smålands missionsförening.
År 1860 ärvde Stackelberg även Överums bruk av sina svärföräldrar. Där lät han till att börja med bygga en mobil kyrka som kunde flyttas runt på trallar. I denna predikade åren 1865-1867 Nicolaus Bergensköld, vilken senare emigrerade till Förenta Staterna och där blev en ledande gestalt inom svenskbygdernas missionsrörelse. Senare byggde Stackelberg även en permanent kyrka på brukstorget. Denna blev emellertid inte färdig förrän efter hans död och invigdes den 18 augusti 1872.